# Mont-roig (Darnius)
El Mont-roig és una muntanya de 295 metres que es troba al municipi de Darnius, a la comarca catalana de l'Alt Empordà.
Al cim podem trobar-hi un vèrtex geodèsic (referència 30608001).
Molt a prop del cim s'hi troba el Búnquer del turó de Mont-Roig, construït a primers de la dècada dels 40 del Segle XX. En un turó proper hi ha el Castell de Mont-Roig, d'origen medieval i destruït a finals del Segle XVIII.